# ローレンス・ジューバー
ローレンス・ジューバー （Laurence Juber, 1952年11月12日 - ）は、イギリス出身でカリフォルニア在住のギタリスト。彼はロンドン東部のステップニーで誕生し、ロンドン北部で育てられ学校に通った。彼は1979年から1981年にかけてのウイングスのリード・ギタリストとして知られるが、以降の彼は指弾き奏法の独奏ギタリストとして輝かしい経歴を重ねてきた。

## 経歴
ジューバーの語るところでは、ビートルズの「抱きしめたい」が発表されたその週にギターを弾きはじめたという。 安物のアコースティック・ギターを弾きはじめた彼は、楽譜の読みかたをすぐに習得し、自分のために独自の記譜法を編み出した。彼は13歳の時からギター演奏でお金を得始め、15歳の時にはクラシック・ギターを学びはじめた。1960年代半ばから後半にかけてのレコードの音に魅了された彼は、ロンドンの音楽スタジオでセッション・ギタリストを目指すようになる。彼はロンドン大学（ゴールドスミス校）で音楽の学位を取得し、そこでリュートの演奏を学んだ。卒業後すぐに彼は、プロデューサーのジョージ・マーティンとの最初のプロジェクトとして、クレオ・レーンのアルバム製作に関わり、セッション·ギタリストとしての活動を開始した。
ジューバーは、ウイングスに招かれた際に、セッション・ギタリストとしての活動を止めた。彼は、バック・トゥ・ジ・エッグ のレコーディングで演奏し、その後のツアーにも参加した。これらの演奏が評価され、同アルバムに収録された「ロケストラのテーマ」により、初のグラミー賞で最優秀ロック・インストルメンタル賞を獲得した。ただしアルバムのジャケットの彼の名前は、「ローレンス・テューバー」と誤記されていた。当時出された彼の初のソロ・アルバム「標準時間（Standard Time）」 （ビニール盤のみ発表）では、「メイジー（Maisie）」の演奏にウイングスのメンバーである、ポール・マッカートニーとデニー・レインが参加している。
ウイングスが解散すると、ジューバーはアメリカに移住した。ニューヨーク市で、彼は妻ホープと出会い、間もなく彼女の育ったカリフォルニアに移った。彼はその後、セッション・ギタリストとしての活動を再開し、ハッピー・デイズ やファミリータイズ など多数のテレビ番組のためにギターを演奏した。また、映画作品のためにもギターを演奏し、1988年の「ベリー・ブレイディー・クリスマス（Very Brady Xmas）」 の劇場版では音楽監督を務めている。おそらく最も有名な仕事は、映画007 私を愛したスパイ で「ジェームズ・ボンドのテーマ」を演奏したことであろう。
1990年に、彼は2枚目のソロ・アルバム 「単独飛行（Solo Flight）」 を発表した。彼は続く十年間に、ギターの変則チューニングの探求をはじめた。ジューバーは、2000年にソロ・アルバム「LJによるビートルズ（LJ plays the Beatles）」 と「全集（Collection）」 を 、2003年にアルバム「ギタリスト（Guitarist）」 を発表し、評論家たちの称賛を集めた。一流の指弾き奏法のギタリストとしてのジューバーの評価はさらに高まることになる。『フィンガースタイル・ギター（Fingerstyle Guitar）』 誌の読者投票で「年間最高ギタリスト」に選ばれた他、『アコースティック・ギター』 誌では史上最高のアコースティック・ギタリストのひとりとして選ばれている。ジューバーは、自分自身の音楽だけではなく、アコースティック・ギタリストの代表としても認められるようになったのである。彼が発表した多くのソロ・アルバムは高く評価されており、『ヘンリー・マンシーニ：ピンク・ギター（Henry Mancini: Pink Guitar）』に収録された「ピンク・パンサーのテーマ（The Pink Panther Theme）」のギター独奏のための編曲によって、二度目のグラミー賞で最優秀ポップ・インストルメンタル賞を獲得した。ジューバーは、ギタリスト向けに基本的な音楽理論や編曲技法を解説する、一連の教材CDも発表している。
彼自身のレコーディングやライヴに加えて、アル・スチュアートのアルバム「戦間期（Between the Wars）」 （1995）、「地下室にて（Down in the Cellar）」 （2000）、「浜辺いっぱいの貝殻（A Beach Full of Shells） 」（2005）、「古代の閃光（Sparks of Ancient Light）」 （2008）のプロデュースを行ない、折に触れてスチュアートと共演している。

## ディスコグラフィー
- 1982: 『標準時間（Standard Time）』
- 1990: 『単独飛行（Solo Flight）』
- 1993: 『裸のギター（Naked Guitar）』
- 1995: 『LJ』  （2002年にリマスター盤の再発表）
- 1997: 『冬のギター（Winter Guitar）』
- 1997: 『グルーヴマスターズ（Groovemasters）』 （プレストン・リードとの共演）
- 1998: 『モザイク（Mosaic）』
- 1999: 『変則現実（Altered Reality）』
- 2000: 『LJによるビートルズ（LJ Plays the Beatles）』
- 2000: 『全集（The Collection）』
- 2001: 『異なる時代（Different Times）』
- 2003: 『ギタリスト（Guitarist）』
- 2004: 『ヘンリー・マンシーニ：ピンク・ギター（Henry Mancini: Pink Guitar）』  （2005年グラミー賞作品のヘンリー・マンシーニ曲集）
- 2005: 『一翼（One Wing）』
- 2006: 『6弦上の世界の発見（I've Got the World On Six Strings）』
- 2007: 『PCH』
- 2008: 『ポップ音楽はギターへ（Pop Goes Guitar）』
- 2009: 『木馬（Wooden Horses）』
- 2010: 『LJによるビートルズ 2（LJ Plays the Beatles Vol.2）』
- 2011: 『収穫期の子どもたち（Children of the Harvest）』
- 2012: 『光の魂（Soul of Light）』